# بروس لنگلی
بروس لنگلی (انگلیسی: Bruce Langley) هنرپیشه بریتانیایی است. معروفترین کار وی باز در نقش پسر فنی در خدایان آمریکایی است.